# Rakieta na paliwo stałe

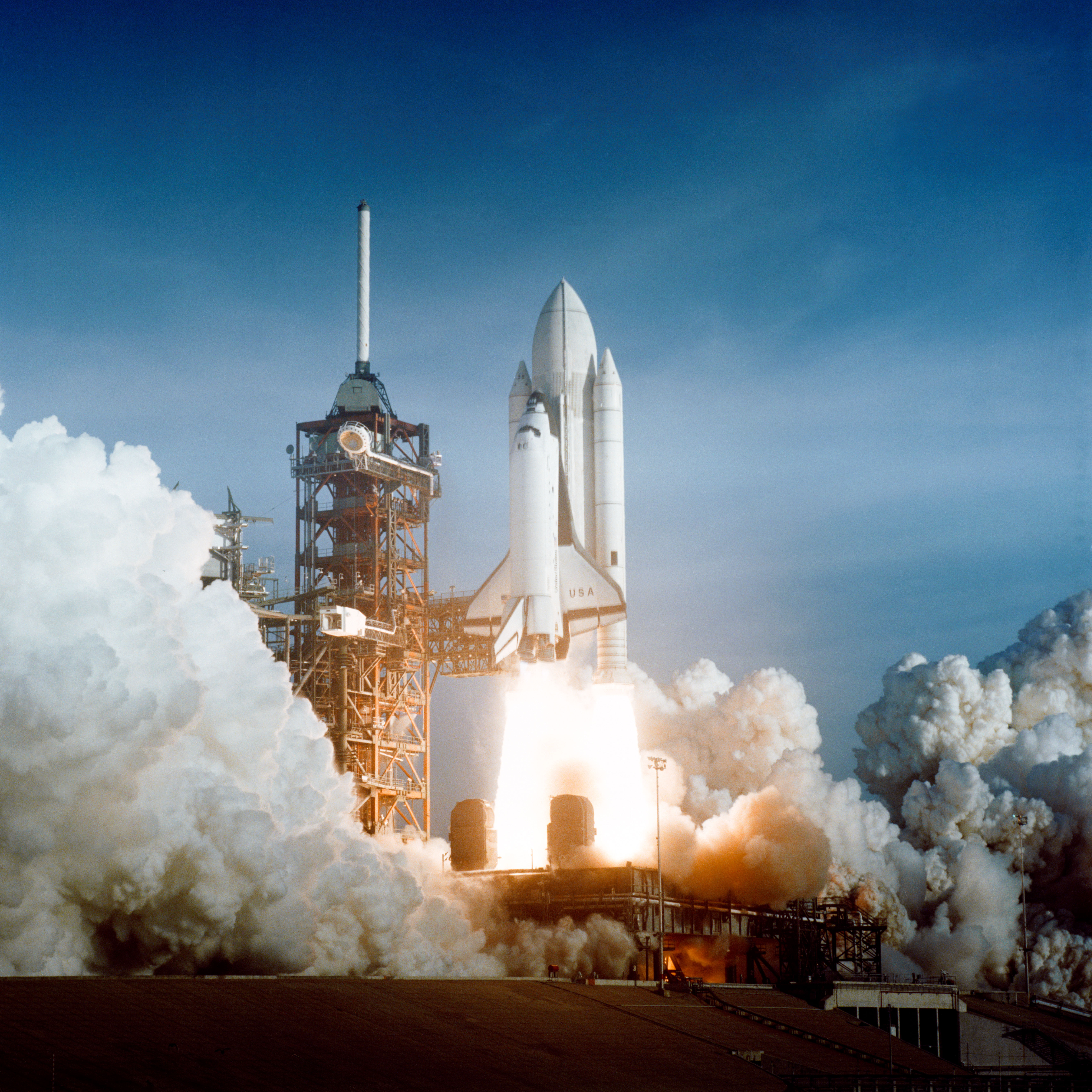
Prom kosmiczny jest wynoszony przy pomocy dwóch rakiet pomocniczych na paliwo stałe.

Rakieta na paliwo stałe jest rakietą z silnikiem wykorzystującym paliwo stałe (paliwo/utleniacz). Pierwsze rakiety zasilane prochem były wykorzystywane w działaniach militarnych już w XII wieku w Chinach. Wszystkie rakiety korzystały z paliwa w stanie stałym lub w formie proszku aż do XX wieku, kiedy rakiety na paliwo płynne i rakiety z silnikiem hybrydowym umożliwiły osiągnięcie lepszych osiągów i większej kontroli.